# Нерочо де Ланди
Нерòчо де Лàнди (на италиански: Neroccio de Landi) с пълно име Нерочо ди Бартоломео ди Бенедето де Ланди (на итал: Neroccio di Bartolomeo de Landi; * юни 1447, Сиена, Сиенска република, † 1500, пак там) е италиански художник и скулптор, представител на Сиенската школа.

## Произход и стил
Нерочо де Ланди е роден в аристократично сиенско семейство на Ланди дел Поджо и вероятно това е наложило отпечатък на неговото творчество.
Неговите произведения се отличават не толкова с интелектуалност, колкото с лиризъм, характерен за тосканския Ренесанс от края на XV век: в него се преплитат сиенските традиции, флорентинската тематика (Филипо Липи, Верокио, Ботичели), а така също и мотиви от северните миниатюри.

## Творби
Обучението на Нерочо започва в ателието на Векиета – известен сиенски художник от втората половина на XV век. Първото споменаване в документите на неговото име се отнася към 1461 г. и в тях се споменава за поръчки за Сиенската катедрала, а Нерочо е наречен „garzone“, което значи „младши помощник“. През 1468 г. в архивните документи се споменава първата самостоятелна поръчка, която получава: изготвяне на скулптурата за Братството на св. Джироламо.
От 1468 до 1475 г. работи в съдружие с известния художник, скулптор и инженер Франческо ди Джорджо Мартини, който през 1469 г. се жени за една от неговите братовчедки. В този период са създадени най-интересните от неговите ранни произведения – „Асунта“ (1472 г.) за Абатство „Монте Оливието Маджоре“, „Сцени от живота на св. Бенедикт“ (1473/75 г., Флоренция, Галерия „Уфици“), „Благовещение“ (ок. 1475 г., Ню Хейвън, Художествена галерия на Йелския университет).
„Сцени от живота на св. Бенедикт“ представляват три картини – предели от олтар „Коронясването на Мария“, създадено съвместно с Франческо ди Джорджо Мартини за олтара на манастира „Монте Оливето Маджоре“. 
През 1474 г. Нерочо работи над статуята на св. Екатерина, която е поръчана от сиенската градска комуна за Ораторий „Санта Катерина във Фонтебранда“. През 1476 г. той създава триптих „Мадоната с Младенеца, св. Бернардин и архангел Михаил“, който се съхранява в Националната пинакотеката в Сиена.
Основна част от творчеството на Нерочо де Ланди са многочислени и доста еднотипни изображения на „Мадоната с Младенеца“, съпровождана от различни светии. Тези мадони сега се съхраняват в няколко музея на Европа и Америка. При тях е видно флорентинското влияние, идващо от Филипо Липи.

### Светски женски портрет
В по-късния си период Нерочо създава забележителен, отличаващ се от другите женски образ – Портрет на неизвестна девойка, в който се усеща не сиенски, а флорентински ренесансов дух (ок. 1485 г. Вашингтон, Национална галерия за изкуство). Този доста рядък за сиенската живопис светски портрет на девойка със светли коси се появява, малко след като римската курия е оглавена от папа Пий II, който е известен сиенски хуманист и литератор със светско име Еней Силвий Пиколомини. Следва да се напомни, че портретът е създаден млако след момента, когато св. Бернардин в своите сиенски проповеди хули младите жени, осмеляващи се на публични места да седят на слънце с разпуснати коси, за да ги изсветлят. У девойката прическата свидетелства за това, че тя не е омъжена. Възможно е тази картина да е била част от двоен портрет, каквито са създавани, за да увековечат сватба или годеж. Някои специалисти считат, че девойката принадлежи към сем. Бандини, обосновавайки се със скъпия кръст, стоящ на гърдите и.

### Клавдия Квинта
Друго не по-малко интересно произведение от късния период на Нерочо де Ланди е картина, на която е изобразена „Клавдия Квинта“ (1490/95 г., Вашингтон, Национална галерия по изкуства). След многочислените свети изображения, изобразяването на античната героиня не е странно, ако се вземе предвид, че това произведение е част от серия от осем картини, посветени на символическото въплъщение на различни добродетели и достойнства.